# تابلوید چینی
تابولید چینی (به انگلیسی: Chinese tabloid) به قالبی از  روزنامهها گفته می‌شود که در اواسط دهه 1990 در جمهوری خلق چین بسیار محبوب شد.  این نشریات مانند سایر  تابلوئیدها در باقی نقاط جهان بر روی احساسات و رسوائی‌ها تمرکز می کردند، اما برخی از مفسران باور داشتند که ظهور آنها تأثیر به چالش کشیدن محدودیت های دولت در سانسور مطبوعات بوده است.  برخی دیگر استدلال می کنند که گرچه تابلویدها به گونه‌ای ناخواسته به یک ساختار مطبوعاتی چندپاره و غیرمتمرکز منجر شده اند که ارگان های اصلی حزب را تضعیف می کند، رژیم چین با نفوذ در بازار رسانه ها و کنترل سیاسی  سنگر اساسی  خود در گفتمان عمومی را حفظ کرده است. 